# Venceslau IV da Boêmia
Venceslau IV de Luxemburgo foi rei da Boémia da casa de Luxemburgo, governou entre 1363 e 1419. O seu governo foi antecedido por Carlos IV de Luxemburgo e foi sucedido por Sigismundo, Sacro Imperador Romano-Germânico.

## Biografia
Venceslaus nasceu na cidade imperial de Nurembergue, filho do imperador Carlos IV com sua terceira esposa, Anna von Schweidnitz, descendente da dinastia Piast da Silésia e batizado na igreja de St. Sebaldus. Foi criado pelos arcebispos de Praga, Arnošt de Pardubice e Jan Očko z Vlašimi. Seu pai o coroou em 1363, com apenas dois anos de idade, Rei da Boêmia.

### Rei da Boêmia
Durante o Grande Cisma do Ocidente, ele apoiou o Papa Urbano IV. Protegeu o reformador religioso Jan Hus contra as tentativas da Igreja Católica em suprimir os heréticos. Foi em seu reinado que a Capela de Belém foi fundada, local de pregação de Hus.
- Este artigo foi inicialmente traduzido, total ou parcialmente, do artigo da Wikipédia em inglês cujo título é «Wenceslaus IV of Bohemia», especificamente desta versão.